# Шењ
Шењ (фр. Chaignes) насеље је и општина у северној Француској у региону Горња Нормандија, у департману Ер која припада префектури Евре.
По подацима из 2011. године у општини је живело 269 становника, а густина насељености је износила 41,97 становника/km². Општина се простире на површини од 6,41 km². Налази се на средњој надморској висини од 148 метара (максималној 151 m, а минималној 97 m).

## Демографија
| 1962. | 1968. | 1975. | 1982. | 1990. | 1999. | 2011. |
| ----- | ----- | ----- | ----- | ----- | ----- | ----- |
| 154   | 180   | 153   | 179   | 233   | 252   | 269   |

График промене броја становника у току последњих година